# Centennial Lake, Renfrew County
Centennial Lake är en sjö i Kanada.   Den ligger i countyt Renfrew County och provinsen Ontario, i den sydöstra delen av landet, 110 km väster om huvudstaden Ottawa. Centennial Lake ligger 247 meter över havet.
I omgivningarna runt Centennial Lake växer i huvudsak blandskog. Trakten runt Centennial Lake är nära nog obefolkad, med mindre än två invånare per kvadratkilometer.